# Arctogadus
Arctogadus és un gènere de peixos pertanyent a la família dels gàdids.

## Distribució geogràfica
Es troba a l'oceà Àrtic i l'Atlàntic nord-oriental.

## Taxonomia
- Arctogadus borisovi (Dryagin, 1932)[5]
- Bacallà àrtic (Arctogadus glacialis) (Peters, 1872)[6][7][8][9][10][11][12][13]